# Joie Chitwood
Joie Chitwood est un pilote automobile d'IndyCar américain, né le 14 avril 1912 à Denison (Texas, États-Unis) et mort à Tampa le 3 janvier 1988. Également homme d'affaires, il s'est classé trois fois cinquième des 500 miles d'Indianapolis, en 1946, 1949 et 1950.